# Laik
Laik (z latinského laicus, původem z řeckého λαϊκός, „světský“) je obecně člověk neškolený v určitém oboru, neodborník (v protikladu k odborníkovi).
Další významy:
- světský člověk, nekněz (v protikladu k duchovnímu, řeholníkovi, klerikovi, knězi);[1]
- v církevní terminologii člen řádu bez kněžského vysvěcení;[1]
- v právní terminologii osoba stojící mimo právnickou profesi.[2]

## Role laiků v církvi
V Rané prvotní církvi byly hranice mezi laiky a kněžími neostré. Žili podobným způsobem života (např. biskupové mohli mít rodinu); běžní věřící vykonávali činnosti, které jsou dnes zpravidla vymezeny kněžím. Postupem času docházelo k diferenciaci, vydělovala se vrstva kněží, která získávala větší podíl na řízení církve (tzv. klerikalizace) a lišila se i zvláštním způsobem života (např. povinným celibátem), zatímco laici se stávali v náboženské souvislosti víceméně pasivně vedenými věřícími.
Toto rozdělení dosáhlo vrcholu na konci středověku a bylo prudce odmítnuté reformací (např. přijímání kalicha pro laiky u husitů či radikální odmítnutí jakékoli hierarchie u velké části reformovaných církví). Za určitý viditelný bod obratu lze považovat Druhý vatikánský koncil a vydání Kodexu kanonického práva v roce 1983 – tyto události výrazně posílily roli laiků v církvi a omezily rozlišování mezi laiky-muži a laiky-ženami (jde však spíše o výrazné právní vyjádření dlouhodobějšího procesu).